# Glaucòfan
El glaucòfan és un mineral de la classe dels silicats. Rep el seu nom del grec glaukos (blau) i psainein (aparentar). Forma part i dona nom al grup del nom arrel glaucòfan, i a la vegada integra el supergrup dels amfíbols.

## Característiques
El glaucòfan és un silicat de sodi, ferro i magnesi, amb diferents proporcions entre ells donant lloc a les nombroses varietats d'aquest mineral, que formen una sèrie de solució sòlida entre la qual podríem anomenar glaucòfan "pur", en la qual tot el ferro està substituït per magnesi, i la varietat ferroglaucòfan, en la qual el ferro substitueix totalment al magnesi. La ferroglaucòfan és més densa i una mica més fosca. El glaucòfan cristal·litza en el sistema monoclínic, podent trobar-se en un hàbit de prismes llargs i prims, granular, massiu o columnar.

## Formació
El glaucòfan es forma en roques metamòrfiques que són especialment riques en sodi, o bé que han experimentat un metamorfisme de baixa temperatura i alta pressió, tal com el que podria trobar-se en una zona de subducció on la roca és empesa amb una forta pressió però no és escalfada, ja que no s'introdueix en direcció al mantell terrestre. És el color del glaucòfan el que li dona el seu nom a la fàcies d'esquists blaus. També podem trobar el glaucòfan en roques ecoglites, formades per metamorfisme a enorme pressió a partir de roques que han subduït en profunditat sota els continents. És un mineral de gran interès científic, ja que la seva presència és indicativa de les condicions metamòrfiques a les que van estar sotmeses les roques que el contenen.

## Grup glaucòfan
Els minerals del grup glaucòfan són amfíbols de sodi definits amb A(Na+K+2Ca)< 0.5 apfu i 1,5 apfu < Z(Al+Fe3++2Ti) amb Al com l'element dominant en la posició Z3+. Les espècies que integren aquest grup, a banda del mateix glaucòfan, són: ferrofluoroglaucòfan, ferroglaucòfan i fluoroglaucòfan.